# Alberto Azzo I de Este

Alberto Azzo I (? - c. 1029) foi conde de Milão entre 1013 e 1029. 

## Biografia
Alberto começa a aparecer pela primeira vez na documentação histórica de forma consistente em 1011. Em 10 de Maio de 1013, surge referenciado na ata de uma missa em Itália.
Corria o ano de 1014, herdou após a morte de seu pai, os territórios de Luni, Tortona, Genoa e Milão. Alberto Azzo governou conjuntamente com os seus irmãos Hugo, Adalberto (IV), e Obizzo, todos detendo o mesmo título de Alberto Azzo (conde de Milão). 
Sua irmã, Berta, casou-se com Arduino de Ivrea (que era rei da Itália), e aliado da Casa de Borgonha por vias da família Obertenga. Uma das suas outra irmãs aparece casada com Ulric Manfred II de Turim. 

## Relações familiares
Ele era o filho de Oberto II de Milão (? - 1014) e Railend, viúva de Siegfried de Seprio, conde de Seprio. Casou com Adelaide de Lanfranc, com origem na família Lanfranc, de quem teve:
1. Alberto Azzo II de Este (Módena, Itália, 997 - Módena, Itália, 20 de agosto de 1097) foi Marquês de Este, conde de Milão e Ligúria, Conde de Gavello e Pádua, Rovigo, Lunigiana, Monfelice e Montagrana, sendo um dos homens mais poderosos do Sacro Império Romano-Germânico ao seu tempo. Casou-se por três vezes, a 1ª em 1035, com Cunigunda Guelfo (c. 1020 - 1055), filha de Guelfo II de Altdorf (? - 10 de março de 1030), conde de Altdorf e de Ermengarde do Luxemburgo. o 2º casamento foi com Garsenda do Maine, filha de Herbert I do Maine, conde de Maine, sendo o 3.º com Matilda Pallavicini, filha de Guilherme de Pádua, o bispo de Pádua. Fora do casamento, com Orseolo Vitalia filha de Pedro Orseolo de Hungría, teve pelo menos 1 filho.[3]